# Bab Tuma
Bab Tuma (en árabe باب توما) es un barrio y una de las siete puertas de la ciudad antigua de Damasco, Siria. Se trata de una de las siete entradas a la ciudad creadas durante el dominio romano y nombrada por los bizantinos durante los primeros siglos de cristiandad en conmemoración del apóstol Santo Tomás. En la época romana la puerta estaba dedicada a Venus y su apariencia actual se remonta a la época ayubí en el siglo XIII.
Durante los últimos siglos, Bab Tuma ha estado habitada fundamentalmente por cristianos, tanto católicos como armenios, y el barrio colinda con la antigua judería de la ciudad.

## Historia
Entre los residentes históricos del barrio de Bab Tuma se encuentran San Pablo, Santo Tomás Apóstol, que, tras dar su nombre al barrio, se fue a explorar la India; San Ananías, el escritor francés Alphonse de Lamartine, el teólogo ortodoxo griego San José de Damasco, fundador de la Escuela Patriarcal de Damasco, San Rafael de Brooklyn, primer obispo ortodoxo oriental de la ciudad de Nueva York (enviado allí por el zar Nicolás II de Rusia en 1895), y el filósofo de origen sirio Michel Aflaq, fundador del Partido Baas y de la ideología baasista.
En el siglo XVI, tras la conquista de Antioquía y Alejandría por el Imperio Otomano después de la Batalla de Marj Dabiq, el barrio de Bab Tuma se convirtió en la sede de la Iglesia Ortodoxa Griega de Antioquía y de la Iglesia Católica Griega Melquita para el norte del Levante (Siria, Líbano y sur de Turquía), así como a nivel internacional para la Iglesia Ortodoxa Siria, con la Catedral de San Jorge, desde 1959.